# Амрок
Амрок, также амрокс (нем. Amrock и Amrocks), — порода кур. Относится к породам мясо-яичного типа продуктивности. Популярная выставочная курица эффектной внешности.
Выведена скрещиванием кур пород доминик, ява и кохинхинов в 1848 году в штате Массачуссетс в США. В Америке полосатых кур называли barred rocks. В 1948 году их завезли в Германию, здесь они получили название «амрок» (вероятно, от англ. amerikan rocks) и были улучшены направленной селекцией. Стандарт породы в Германии утвержден в конце 1950-хх годов.
Единственный разрешенный стандартом окрас — сцепленный с полом полосатый, образованный белыми поперечными полосами на перьях. У гомозиготных по этому признаку петухов белые полосы чётче и шире, чем у гемизиготных куриц, поэтому у петухов в целом более светлая окраска, а курицы выглядят темнее. Этим фактором обусловлен и аутосексный окрас суточных цыплят: оба пола покрыты черным пухом со светлыми пятнами на животе, но у курочек пятно имеется и на голове, а тон пуха и плюсен темнее.
Куры средне-тяжелого типа, корпус у обоих полов колоколообразный, округлый, расширяется к задней части, рудь глубокая и широкая. Шея длинная, хорошо оперенная. Основание хвоста широкое, верхние перья хвоста у петуха серповидные. Гребень листовидный с пятью зубцами, среднего размера, серёжки длинные, лицо и мочки ушей красные. Глава красновато-коричневые, плюсны жёлтые.

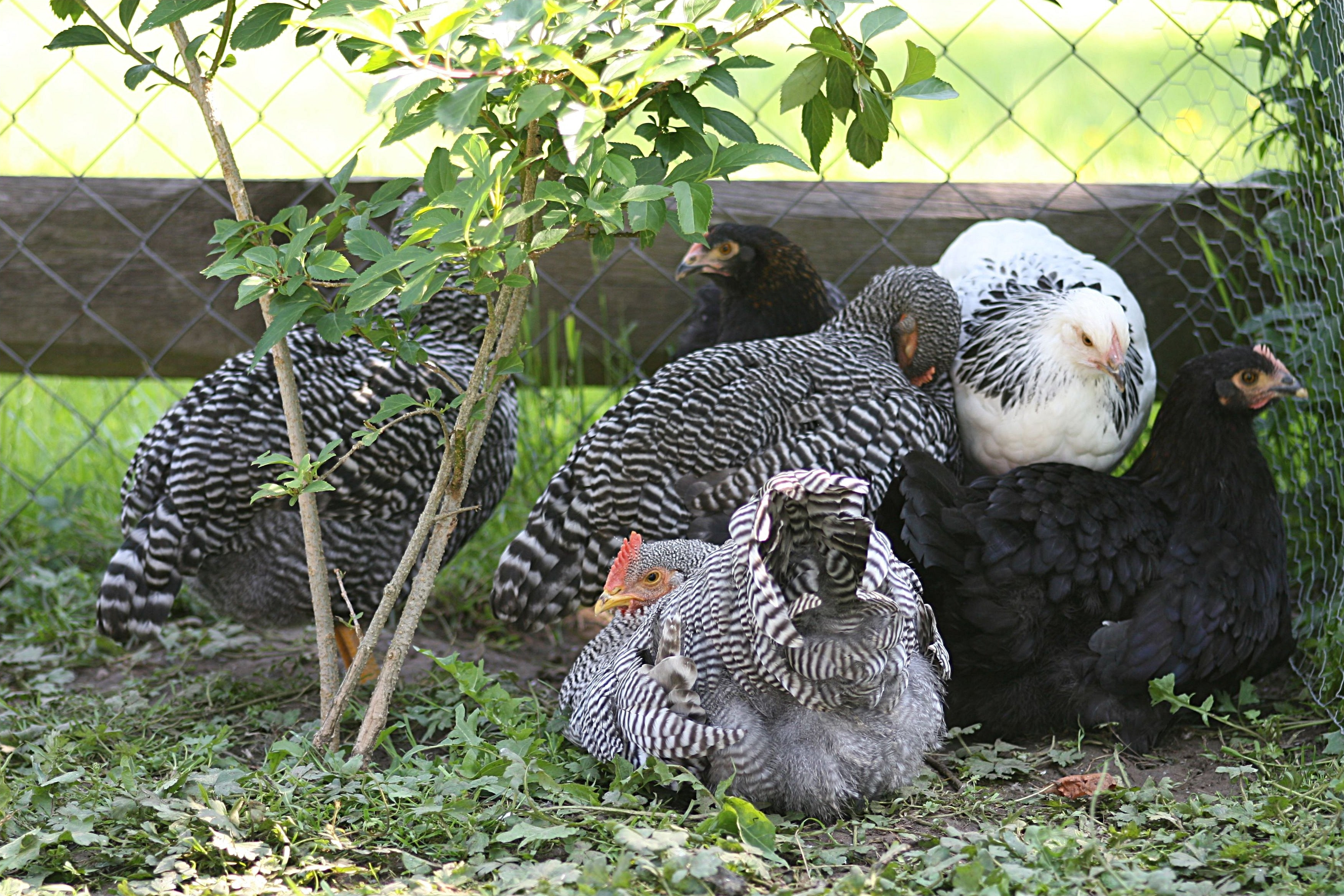

Порода отличается высокой яйценоскостью и отличной мясной продуктивностью
Живая масса взрослых кур достигает 3 кг, петухов 3,5-4,0 кг. Яйценоскость в среднем составляет 200 яиц весом 55-58 г за первый год яйцекладки. Окраска скорлупы светло-коричневая.
Птица отличается спокойным, уравновешенным характером, летает неохотно. Молодняк быстро оперяется, довольно быстро растёт и отличается высокой сохранностью (до 97 %).
Существует карликовая разновидность, выведенная в Германии. 